# Mirai Navrátil
Mirai Navrátil (* 11. srpna 1992 Ógaki, Japonsko) je kytarista a zpěvák české popové hudební skupiny Mirai.

## Životopis
Mirai (未来 jap. budoucnost) pochází z česko-japonské rodiny. Jeho otec je Čech, matka vyrostla v Japonsku. Narodil se v Japonsku, kde žil do svých tří let. Pak se s rodinou navrátil do České republiky, konkrétně do Frýdku-Místku, kde žije.
Studoval na Gymnáziu Petra Bezruče, po maturitě vystudoval Právnickou fakultu Masarykovy univerzity v Brně, kde získal titul Mgr.
Ve skupině Mirai, kterou v roce 2014 spoluzakládal, působí od jejího počátku jako zpěvák a kytarista.
V roce 2021 se účastnil soutěže StarDance …když hvězdy tančí, konkrétně jedenácté řady. Jeho taneční partnerkou byla Lenka Nora Návorková.